# Altetopfstraße 10 (Quedlinburg)

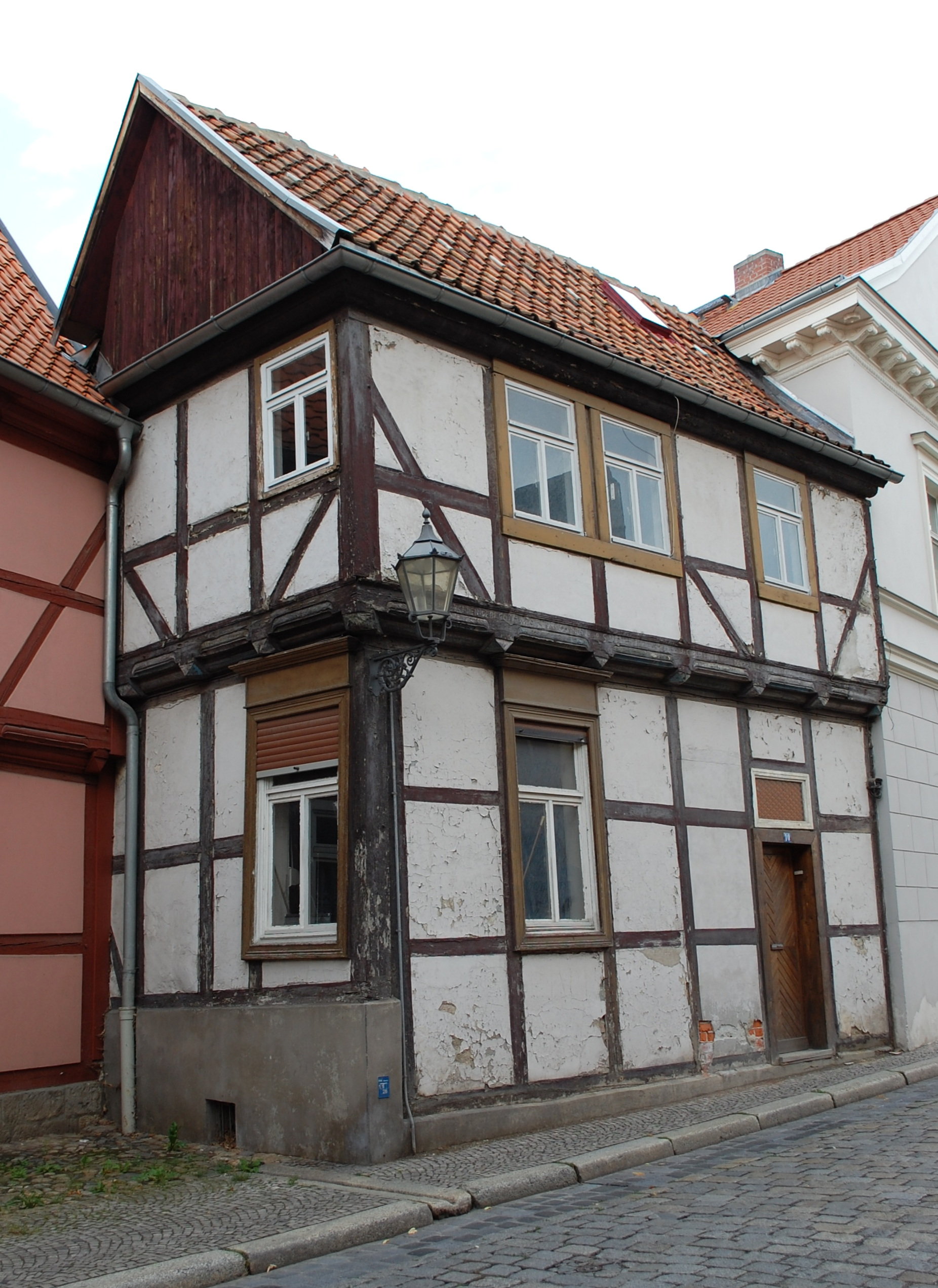
Altetopfstraße 10

Das Haus Altetopfstraße 10 ist ein denkmalgeschütztes Gebäude in der Stadt Quedlinburg in Sachsen-Anhalt.

## Lage
Das Gebäude befindet sich südlich der historischen Quedlinburger Altstadt. Westlich grenzt das gleichfalls denkmalgeschützte Haus Wipertistraße 1, 1b, östlich das Haus Altetopfstraße 9 an. Das Haus tritt aus der Straßenflucht der Altetopfstraße hervor. Es ist im Quedlinburger Denkmalverzeichnis als Wohnhaus eingetragen und gehört zum UNESCO-Weltkulturerbe.

## Architektur und Geschichte
Das nach einer Datierung an seiner Stockschwelle im Jahr 1708 erbaute zweigeschossige Gebäude wurde in Fachwerkbauweise errichtet. Die Fassade ist mit Schiffskehlen und Pyramidenbalkenköpfen verziert.